# 阿里贝伊

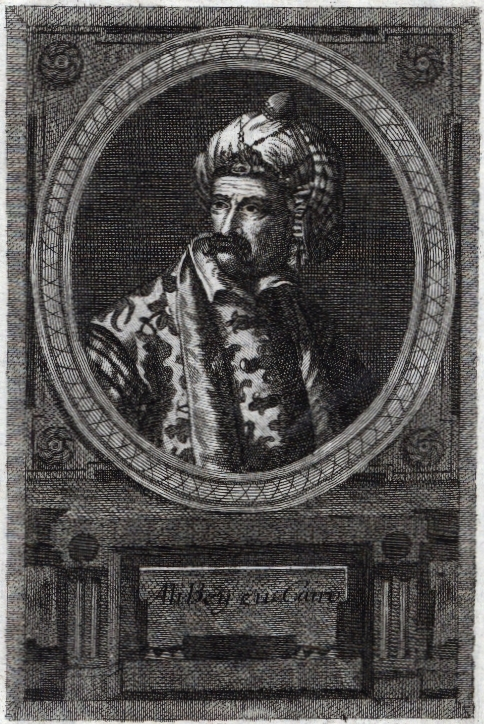
阿里贝伊

阿里贝伊（原名为：阿里·卡比尔，1728年-1773年5月8日）埃及的马木留克统治者（1760年起）。生于高加索地区的阿布哈兹（在格鲁吉亚西部）。
阿里在童年时代被作为奴隶带到埃及，加入著名的马木留克骑兵队。不久即成为马木留克中的一名军官。1766年，阿里获得贝伊称号。在争取到足够的支持者后，阿里于1771年策划了一场针对其他贝伊的屠杀，消灭了所有反对他的力量。他随即宣布埃及脱离奥斯曼帝国独立，并且自称为苏丹。
在阿里的统治时期，他向奥斯曼帝国的统治权发起挑战，征服了叙利亚和阿拉伯半岛的一部分。
阿里的一个女婿，穆罕默德贝伊转而反对他。阿里于1773年在开罗附近被穆罕默德打败，5月在开罗被处决。